# Marmotini
A Marmotini az emlősök (Mammalia) osztályának rágcsálók (Rodentia) rendjébe, ezen belül a mókusfélék (Sciuridae) családjába tartozó nemzetség.

## Rendszerezés
A Marmotini nemzetségbe 13 nem és 94 faj tartozik:
- Ammospermophilus Merriam, 1892 - 5 faj, Egyesült Államok délnyugati része és Észak-Mexikó
- Callospermophilus Merriam, 1897 - 3 faj
- prérikutya (Cynomys) Rafinesque, 1817 – prérikutyák, 5 faj, Észak-Amerika
- Ictidomys J. A. Allen, 1877 - 3 faj, Észak-Amerika
- mormota (Marmota) Blumenbach, 1779 – mormoták, 14 faj
- Notocitellus A. H. Howell, 1938 - 2 faj
- Otospermophilus Brandt, 1844 - 3
- Poliocitellus A. H. Howell, 1938 - 1 faj
  - hosszúfarkú ürge (Poliocitellus franklinii) Sabine, 1822
- Sciurotamias Miller, 1901 – 2 faj, Kína
- ürge (Spermophilus) F. Cuvier, 1825 – ürgék, 15 faj
- csíkosmókus (Tamias) Illiger, 1811 – csíkosmókusok, 25 faj, Mexikótól Kanadán át Szibériáig
- Urocitellus Obolenskij, 1927 - 12 faj
- Xerospermophilus Merriam, 1892 - 4 faj